# ひうち型多用途支援艦
ひうち型多用途支援艦（ひうちがたたようとしえんかん、英語: Hiuchi-class auxiliary multi-purpose support ship）は海上自衛隊が運用する多用途支援艦の艦級。計画番号はJ-147。

## 概要
各種射撃・発射訓練の支援の他、自走不能になった僚艦や標的艦の曳航・消火・救難・物資輸送・離島に対する災害派遣や新装備の洋上試験など多目的に使用するために建造された。81号型特務艇5隻の後継となる艦であり、1番艦は平成11年度計画に基づき2001年に起工、2002年に就役している。
各艦の名前は、灘の名前に由来する（燧灘、周防灘、天草灘、玄界灘、遠州灘）。
海上採油基地用のサプライ・ボートをベースにした設計で、後部には広い作業甲板兼貨物搭載甲板を備え、船体は後部甲板が一段低いものとなっており、構造物もなくスペースがとられている。射撃訓練支援の場合は、ここに自走式水上標的（通称バラクーダ）や曳航式水上標的を搭載し作業を行うほか、ここに各種物資を積載することもできる。自走不能になった僚艦を曳航することも任務の一つであることから、機関出力は5,000馬力と排水量に対してかなり強力になっており、ましゅう型補給艦やひゅうが型護衛艦も単艦で曳航することが可能である。艦の中央に大型の煙突を1本備えており、艦橋構造物とは独立している。また、他艦種にない特徴として艦橋の前面にも通路が設けられており、甲板での作業状況を直接指揮監督できるようになっている。
艦橋天蓋上には放水銃を備え、外洋で起きた船舶火災や海上施設火災にも対応できるほか、油流出事故があった場合は水流により油を寄せたり、拡散を防ぐといった運用も可能。
小型であるため狭小港にも入港でき、バウスラスターによりタグボートの支援を受けることなく離着岸でき、大きな搭載力を有し、大型のクレーンによりコンテナやトラック規模の車両までも自力で搭載・輸送・陸揚できることから、災害派遣においても非常に有用な自衛艦である。
当初、3番艦の「あまくさ」までは武装を有しておらず、放水銃が艦橋上にあるのみだったが、4・5番艦の「げんかい」と「えんしゅう」は警備上の理由から12.7mm機関銃用の銃架を艦橋上左右舷に追加装備した。また、1～3番艦も順次改装された。ただし、海自では12.7mm機関銃は武装ではなく搭載火器扱いとなるために武装としての公式表記はされていない。その他に、「げんかい」と「えんしゅう」は潜水艦の訓練支援も念頭に置いて水中通話機を備えるほか、外洋での活動を考慮して減揺タンクを装備するなど、3番艦までと比べてある程度の改良が施されている。
機関は「ひうち」、「げんかい」、「えんしゅう」が新潟原動機6MG28HXディーゼルを、「すおう」と「あまくさ」はダイハツ6DKM28ディーゼルを採用している。
2020年から順次、ロービジ（「ロービジビリティ」Low-visibilityの略）塗装へ塗装変更が進んでいる。その内容としては、煙突頂部の汚れを目立たなくするための黒帯の廃止、艦番号及び艦名の灰色化かつ無影化、対空表示（航空機に対し艦番号下2桁を表示するための塗装）の消去。

## ギャラリー

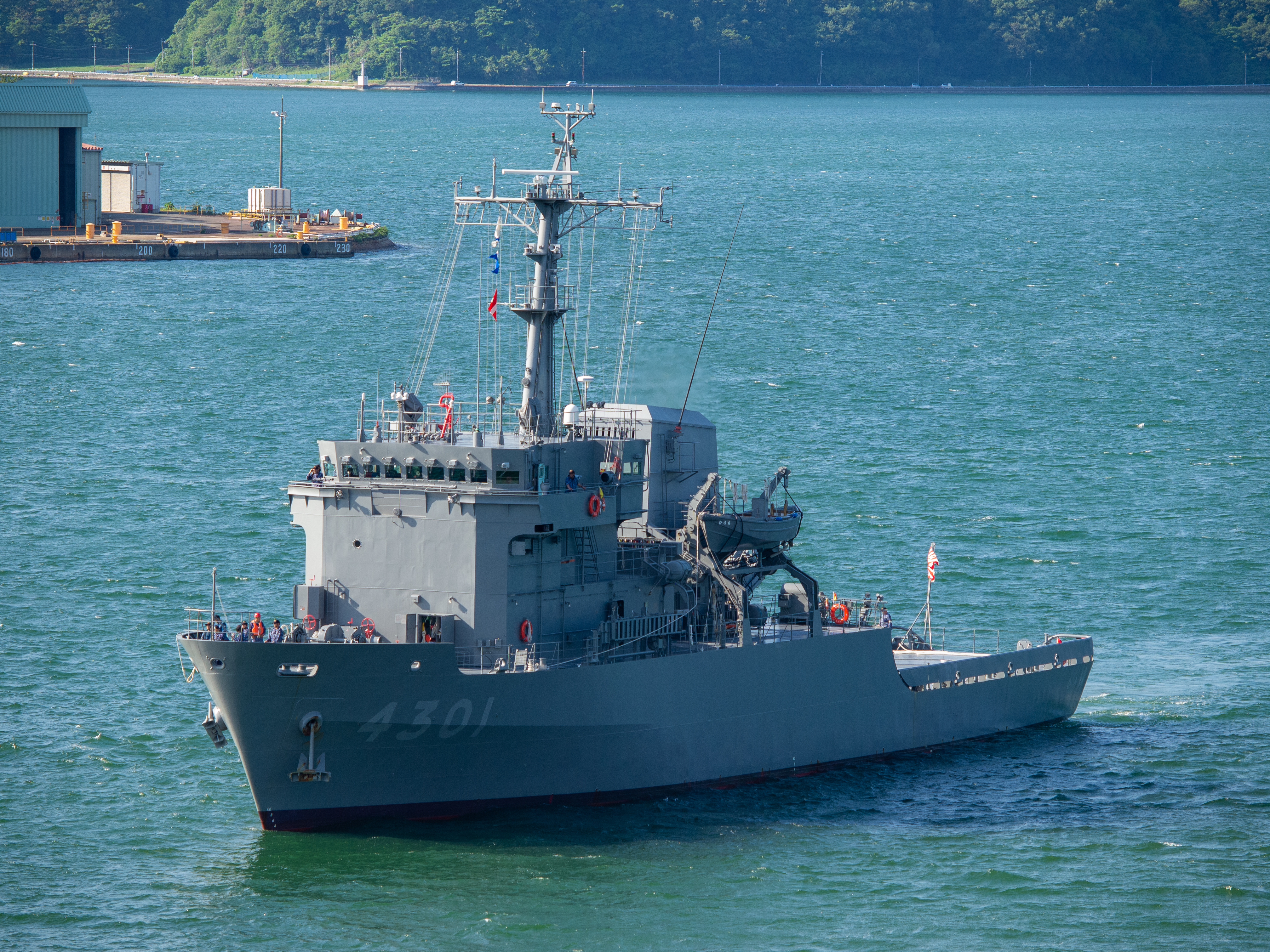
ロービジ塗装とされた「ひうち」（2023年5月撮影）
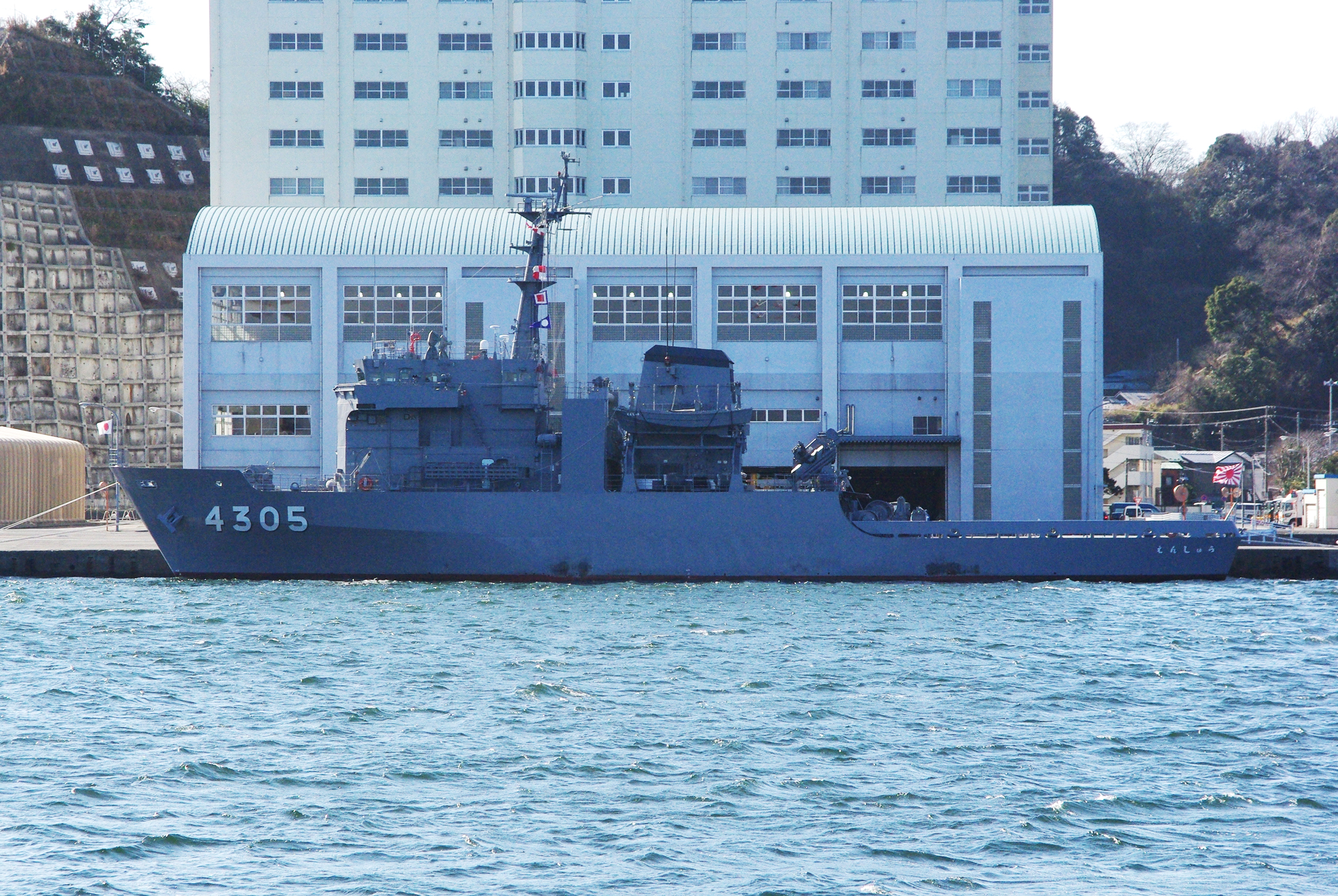
5番艦「えんしゅう」。後期型であるため、煙突と艦橋構造物の間に減揺タンクがある。
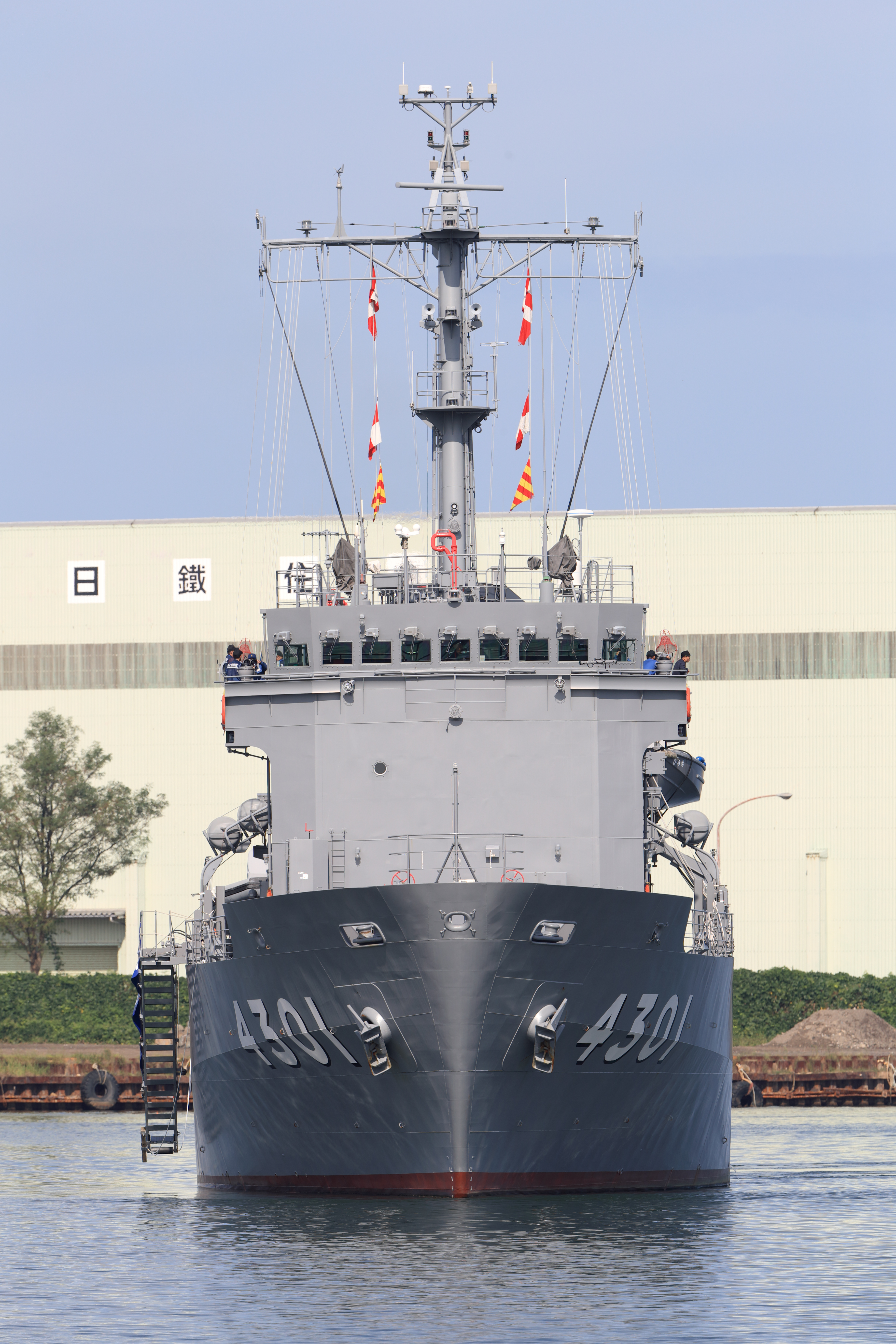
正面から望む。国際信号旗「Ans-UY」(本艦は訓練中である)を掲揚、右舷梯を降ろしている。
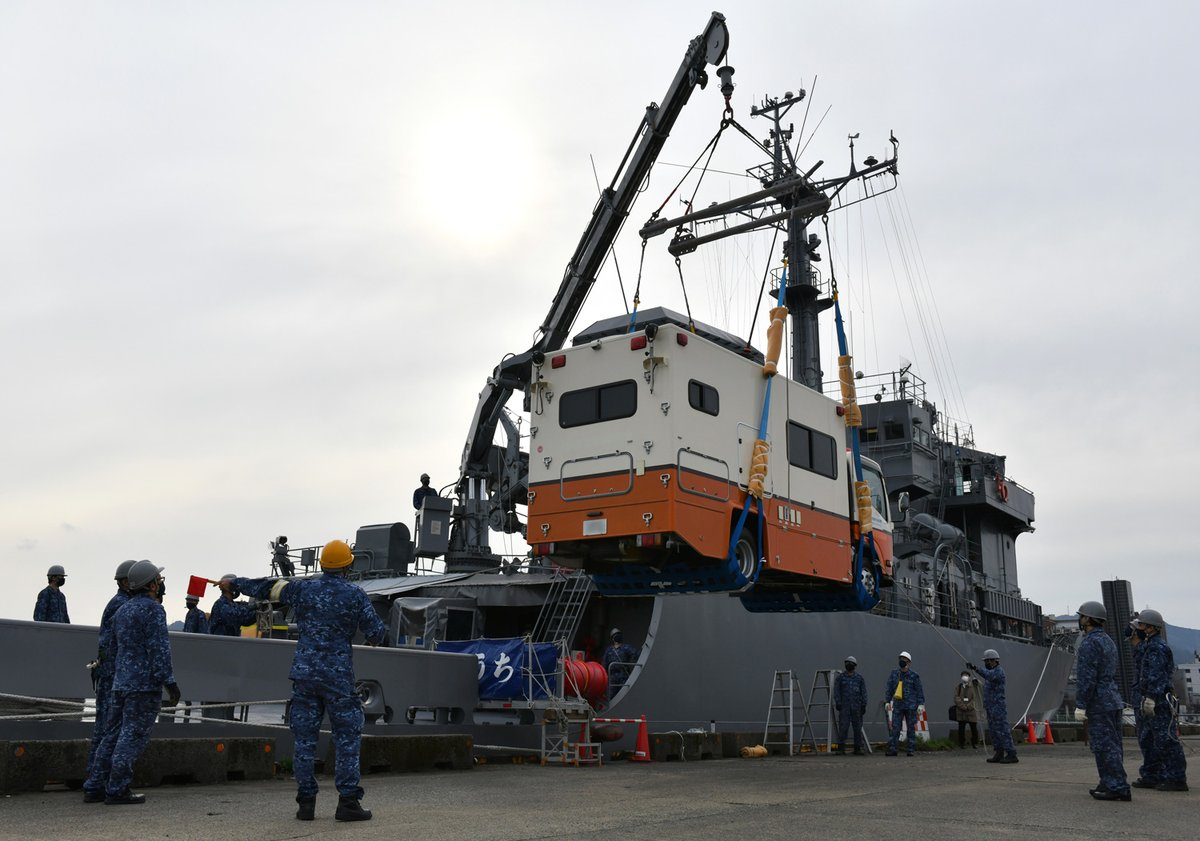
関西電力の電力復旧車両をデッキクレーンで搭載中
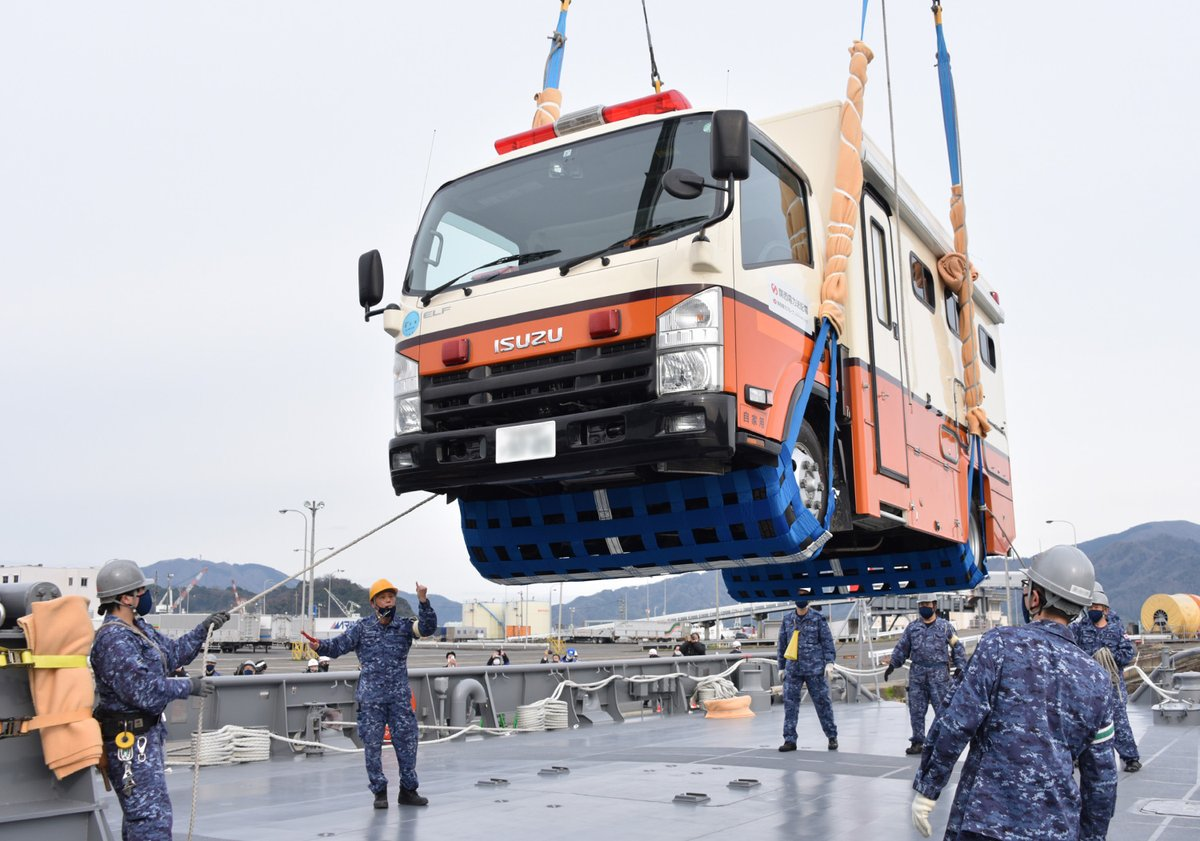
同じく電力復旧車両の搭載作業。このように2tトラックも自力で搭載陸揚げ可能。
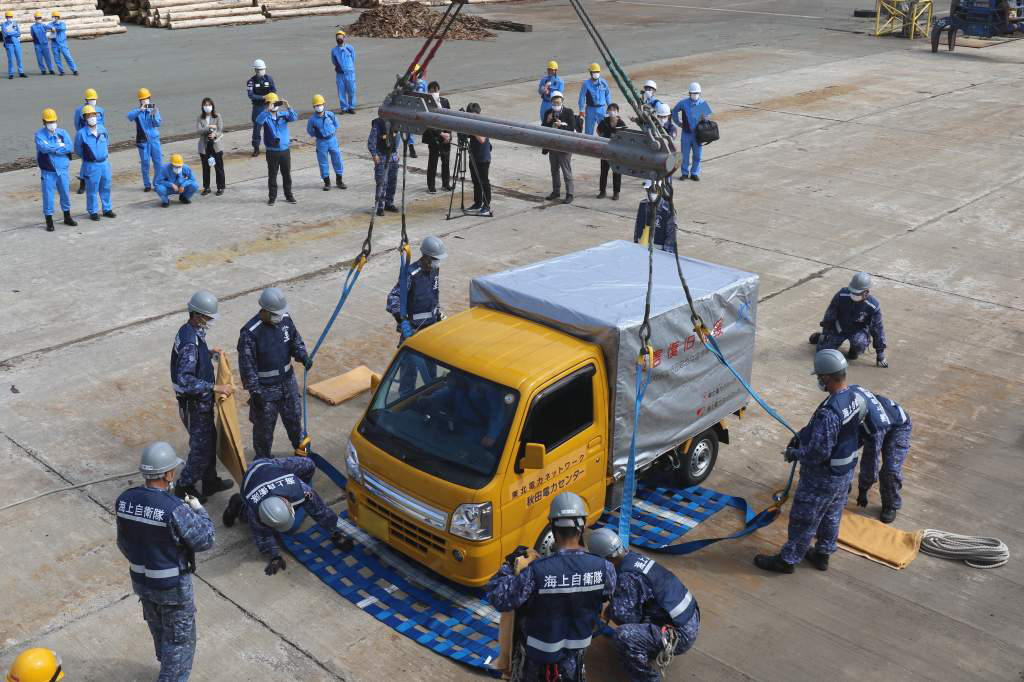
東北電力の空輸対応型低圧応急用電源車「ToMoS（灯す）」に対し玉掛け作業を行う「ひうち」乗員
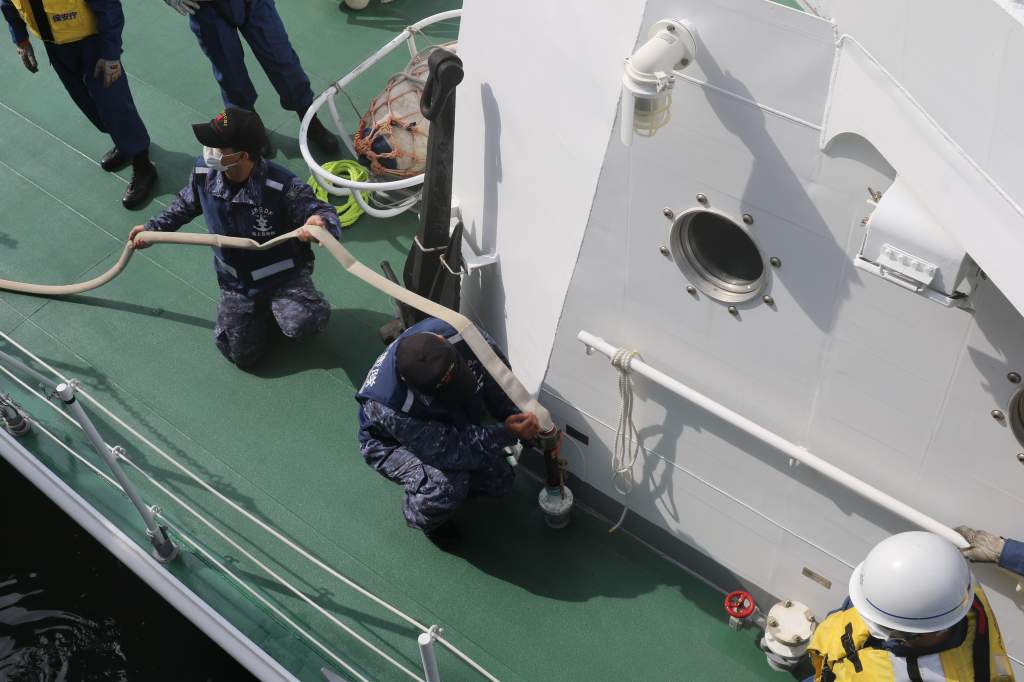
訓練における、海上保安庁巡視船に対する給水支援

## 同型艦
| 艦番号   | 艦名       | 建造                        | 起工                         | 進水                        | 就役                        | 所属                                     |
| -------- | ---------- | --------------------------- | ---------------------------- | --------------------------- | --------------------------- | ---------------------------------------- |
| AMS-4301 | ひうち     | 日本鋼管 鶴見造船所         | 2001年 （平成13年） 1月18日  | 2001年 （平成13年） 9月14日 | 2002年 （平成14年） 3月27日 | 舞鶴地方隊 舞鶴警備隊 （舞鶴基地）       |
| AMS-4302 | すおう     | ユニバーサル造船 京浜事業所 | 2002年 （平成14年） 9月19日  | 2003年 （平成15年） 4月25日 | 2004年 （平成16年） 3月16日 | 横須賀地方隊 横須賀警備隊 （大湊基地）   |
| AMS-4303 | あまくさ   | ユニバーサル造船 京浜事業所 | 2002年 （平成14年） 12月3日  | 2003年 （平成15年） 8月6日  | 2004年 （平成16年） 3月16日 | 佐世保地方隊 佐世保警備隊 （佐世保基地） |
| AMS-4304 | げんかい   | ユニバーサル造船 京浜事業所 | 2006年 （平成18年） 11月7日  | 2007年 （平成19年） 5月24日 | 2008年 （平成20年） 2月20日 | 呉地方隊 呉警備隊 （佐伯基地）           |
| AMS-4305 | えんしゅう | ユニバーサル造船 京浜事業所 | 2006年 （平成18年） 12月19日 | 2007年 （平成19年） 8月9日  | 2008年 （平成20年） 2月20日 | 横須賀地方隊 横須賀警備隊 （横須賀基地） |